# Киевская Русь (кинотеатр)
«Киевская Русь» — кинотеатр в Киеве. Крупнейший украинский коммунальный кинотеатр.
Построен на месте кинотеатра «Коммунар» на Лукьяновке, открыт в 1982 году к празднованию 1500-летия Киева. В оформлении здания использованы полированный мрамор, гранит, керамика, алюминий и пр. Перед главным входом — фонтан с бассейном (архитекторы В. Таенчук, Н. Босенко).

## Залы
В кинотеатре два зала:
- Большой («Зал djuice», 1192 места). Тут установлен самый большой экран Украины — 26 на 11 м; С 2010 демонстрация в 3D-формате.
- Малый (176 мест).